# 二硬脂酸雌二醇
二硬脂酸雌二醇（英語：Estradiol distearate，缩写EDS，或称为双十八烷酸雌二醇酯，estradiol dioctadecanoate）是一种雌激素酯，可作为在体内长期作用的雌二醇前体药物，但从未上市。